# 賽義德·穆罕默德·賈法爾

1975年時，由穆罕默德·賈法爾主導的全國革命委員會旗幟。

賽義德·穆罕默德·賈法爾（英語：Said Mohamed Jaffar，1918年1月14日—1993年10月22日），在1975年8月至1976年1月期間擔任葛摩全國革命委員會主席，並且在1972年7月至12月期間擔任葛摩全國執行委員會主席。

## 外部連結
- Discours Said Mohamed Djafar - ONU 1975 （法文）